# Johann Gabriel Arnauld de la Perière
Johann Gabriel Arnauld de la Perière (* 4. September 1731 in Saint-Plantaire, Bezirk Bourges; † 18. Dezember 1810 in Neidenburg) war ein preußischer Generalmajor, Führer des Freiregiments Nr. 2 und Brigadier der leichten Infanterie.

## Leben

### Herkunft
Johann Gabriel war der Sohn des französischen Capitaine der Infanterie Léonard Bernhard Arnauld de la Perière und dessen Ehefrau Claudine geb. Depont († 9. Dezember 1770). Sein Vater war Seigneur de la Perrière und Ritter des Ordens de la Générosité.

### Militärkarriere
Arnauld stand zunächst wie sein Vater in französischen Militärdiensten und war ab 9. September 1747 Sous-lieutenant in der Kompanie der Bombardiere. Am 1. Februar 1754 folgte seine Beförderung zum Lieutenant. Nach einem Duell musste er fliehen, trat in preußische Dienste und wurde als Kapitän im Freibataillon „Graf von Hordt“ angestellt. Dort führte er eine Kompanie und zeichnete sich im Siebenjährigen Krieg aus. Nach dem Frieden kam er in das Gefolge des Königs. 1773 wurde er Major im Füsilierregiment „von Lengefeld“ Nr. 52 in Westpreußen. Am 22. Mai 1775 wurde er Oberstleutnant und am 28. November 1778 Oberst. 1786 wurde ihm ein neuerrichtetes Infanterieregiment in Konitz zugeteilt. Das Regiment selber war in Konitz, Friedland und Tuchel stationiert. Am 20. Mai 1787 wurde Arnauld zum Generalmajor befördert, Ende des Monats erfolgte seine Ernennung zum Brigadier der in Westpreußen stehenden leichten Infanterie. Am 6. Februar 1789 übernahm er die neu gebildete westpreußische Füsilier-Brigade.
Am 13. April 1791 trat Arnauld krankheitsbedingt mit einer Pension von 1000 Talern in den Ruhestand. Die Pension wurde am 10. Mai 1791 auf 1500 Taler erhöht, im Zuge notwendiger Einsparungen als Folge des Tilsiter Friedens am 7. September 1807 jedoch halbiert.

### Familie
Arnauld war dreimal verheiratet und hatte achtzehn Kinder. Sein neunter Sohn Eugen Ahasverus Albertus war der Großvater von Lothar von Arnauld de la Perière.
- Karl Johann August Wilhelm (* 31. Oktober 1778 in Preußisch Holland; † 1. Mai 1843 in Prenzlau), preußischer Major a. D.
- Karoline Wilhelmine Ernestine (* 9. März 1780 in Mühlhausen in Ostpreußen)
- Friedrich Ludwig Ferdinand (* 10. Mai 1781 in Mühlhausen in Ostpreußen), preußischer Major im 17. Infanterie-Regiment
- Ludwig Gabriel Leopold (* 20. November 1782 in Neidenburg), preußischer Offizier, später Regierungssekretär
- Friederike Charlotte Henriette (* 25. August 1783) ⚭ Karl von Kruschewski, preußischer Offizier
- Johann Friedrich Robert (* 17. Juni 1784 in Elbing), preußischer Offizier, später Regierungssekretär in Köln
- August Ferdinand (* 27. März 1786 in Elbing; † 24. Februar 1863 in Schmiedeberg), preußischer Generalmajor
- Henriette Wilhelmine (* 19. Juni 1790 in Elbing; † 20. September 1856) ⚭ Johann von Rechenberg (* 19. März 1792; † 22. Januar 1866), preußischer Offizier
- Amalie Ernestine (* 28. Januar 1792 in Neidenburg) ⚭ N.N. Gregorovius, Generaldirektor in Königsberg
- Wilhelmine Gottliebe (* 22. April 1793 in Neidenburg)
- Wilhelmine Charlotte (* 17. Juni 1794 in Neidenburg) ⚭ N.N. Pauly, Stadtkämmerer in Neumarkt
- Karl Eduard (* 4. September 1797 in Neidenburg; † 23. August 1813 bei Großbeeren), Portepeefähnrich im Reserve-Infanterieregiment Nr. 4
- Wilhelm (* 8. August 1798 in Neidenburg; † 26. März 1805 ebenda)
- Adolf (* 7. November 1799 in Neidenburg)
- Eugen Ahasversus Albert (* 10. Oktober 1800 in Neidenburg), preußischer Offizier
- Ernestine August Emilie (* 3. Januar 1802 in Neidenburg)
- Antoinette Ernestine Luise (* 25. Mai 1803 in Neidenburg) ⚭ N.N. Pottien, Gerichtsdirektor in Wehlau
- Emilie Adolfine Agnes (* 30. April 1805 in Neidenburg)